# Yang Fengxia
Yang Fengxia (chinesisch 杨 风霞, Pinyin Yáng Fēngxiá; * 1989) ist eine chinesische Marathonläuferin.

## Leben
Yang Fengxia siegte im Jahr 2007 beim Mumbai-Marathon. Im selben Jahr wurde sie Sechste beim Rom-Marathon und Achte beim Peking-Marathon mit ihrer persönlichen Bestzeit von 2:33:11 Std.